# Chùa Bắc Mã
Chùa Bắc Mã là một ngôi chùa cổ tại thành phố Đông Triều, tỉnh Quảng Ninh, Việt Nam.

## Lịch sử
Tên chữ của chùa là Phúc Chí tự, có nghĩa hướng tới điều phúc, nằm tại khu Bắc Mã, phường Bình Dương, thành phố Đông Triều, tỉnh Quảng Ninh. Địa danh cũ nơi đây là xã Bác Mã, huyện Đông Triều, phủ Kinh Môn thuộc tỉnh Hải Dương xưa. Theo các tài liệu nghiên cứu, khuôn viên chùa có diện tích trên ba mẫu đất. Theo các văn bia, văn tự Hán còn lưu trữ, lịch sử chùa đã trên dưới sáu trăm năm. Chùa được xây dựng vào thời nhà Trần, khoảng cuối thế kỷ 14, sau đó được trùng tu nhiều lần. Năm 1926, chùa có một đợt trùng tu lớn và xây dựng lại quy mô hơn.
Trong quá trình chuẩn bị tổng khởi nghĩa năm 1945, chùa Bắc Mã đã đóng vai trò quan trọng. Bởi đây là một ngôi chùa lớn, có uy tín trong vùng và lại nằm ở nơi có truyền thống cách mạng và trở thành căn cứ cách mạng của Mặt trận Việt Minh thời kỳ tiền khởi nghĩa và kéo dài suốt những năm tháng kháng chiến chống thực dân Pháp. Nơi đây, sư cụ Võ Giác Thuyên thường xuyên tiếp đón các vị sư cách mạng mang danh nhà sư để dễ hoạt động. Đó là những cán bộ cách mạng đã tuyên truyền vận động nông dân Đông Triều, thợ mỏ Mạo Khê và binh lính trong các đồn bốt của Pháp cùng tập hợp lại và trở thành nòng cốt lập nên chiến khu. Kết quả là cuộc khởi nghĩa ngày ngày 8 tháng 6 năm 1945 ở Đông Triều thắng lợi, lập nên Chiến khu Đông Triều. Ngôi chùa là địa điểm lịch sử trung tâm Chiến khu Đông Triều.

## Kiến trúc
Đến nay chùa Bắc Mã không còn giữ được nguyên vẹn như trước, kết cấu khung kiến trúc đã bị đổ nát hoàn toàn nhưng một số hiện vật như tảng kê chân cột bằng đá xanh, rồng đá, bia đá, tháp vẫn còn giữ lại được. Nghệ thuật chạm khắc trên đá ở chùa Bắc Mã được thể hiện khá tinh xảo ở các hiện vật còn lại như bia đá, con rồng, tháp,... được kết hợp một cách khéo léo nghệ thuật của các thời Trần, Lê Trung Hưng và Nguyễn. Chạm khắc đá thể hiện nét điêu khắc thời Trần qua tượng những con rồng đá được đặt ở bậc lên xuống ngôi chùa. Hiện ngôi chùa đã được phục dựng lại và đặt những con rồng đá cổ ở bậc lên xuống. Bố cục rồng gọn, đường nét rất sinh động khoẻ khoắn, thân có hình tròn lẳn, mập mạp, múp dần về phía sau đuôi, uốn khúc nhẹ. Điêu khắc đá thời Lê Trung Hưng được thể hiện rõ ở các bia đá với hình hai con rồng chầu mặt nhật, các nét chạm khắc mạch lạc, hai bên khung dọc theo thân bia là hoa lá mềm mại, cách điệu biểu hiện điêu khắc thời Lê.

## Di tích quốc gia
Ngày 5 tháng 9 năm 1994, Bộ Văn hóa - Thông tin ban hành Quyết định số 2379/QĐ-BVHTT xếp hạng Chùa Bắc Mã là di tích lịch sử văn hóa cấp Quốc gia.
Tuy nhiên cuối thập niên 2000 những hạng mục mới xây dựng của chùa như toà chính điện, nhà trưng bày hiện vật Đệ tứ chiến khu Đông Triều thuộc di tích chùa đã hỏng hóc nhiều phần.